# Karamea lobata
Karamea lobata är en spindeldjursart. Karamea lobata ingår i släktet Karamea och familjen Triaenonychidae.

## Underarter
Arten delas in i följande underarter:
- K. l. aurea
- K. l. australis
- K. l. lobata